# Beat of My Drum
«Beat Of My Drum» es el primer sencillo en solitario de la cantante británica Nicola Roberts, incluido en su disco debut Cinderella's Eyes. El sencillo fue lanzado el 5 de junio de 2011 en el Reino Unido e Irlanda. Fue compuesta y escrita por Roberts, Maya von Doll, Wesley "Diplo" Pentz, y Dimitri Tikovoi además de ser producida por los últimos dos.

## Video promocional
El video musical focaliza en Roberts mientras canta el sencillo y es acompañada por varios bailarines de electro dance. En concordancia con el ritmo y nombre de la canción, se incluyen diversos tambores como también escuadras de porristas.

## Crítica y recepción
«Beat of My Drum» ha recibido mayoritariamente críticas positivas. Michael Cragg del periódico The Guardian dijo «uno de los mejores sencillos de pop en lo que lleva el 2011» Por su parte, Bradley Stern de MuuMuse describió a «Beat of My Drum» como «errática, pero en el buen sentido», elogiando el coro y el final de la canción.

## Interpretaciones en vivo
Roberts cantó la canción en directo en el evento de 2011 T4 on the Beach, siendo esta su primera presentación en vivo estando en solitario. Cuando le preguntaron si estaba nerviosa sobre su presentación debut, Nicola respondió: «había olvidado como era y lo que se sentía estar frente a una multitud. Trato de no ponerme nerviosa. No me gusta pensar mucho las cosas de antemano, de otro modo me preocupo mucho. Me gusta lidiar con la situación cuando sucede.»

## Lista de canciones
| Descarga Digital |                                           |          |  |
| N.º              | Título                                    | Duración |  |
| 1.               | «Beat of My Drum»                         | 2:56     |  |
| 2.               | «Beat of My Drum» (Instrumental)          | 2:56     |  |
| 3.               | «Porcelain Heart» (iTunes Pre-Order Only) | 3:49     |  |

| Single |                                   |          |  |
| N.º    | Título                            | Duración |  |
| 1.     | «Beat of My Drum»                 | 2:56     |  |
| 2.     | «Disco, Blisters, and a Comedown» |          |  |

| Remixes |                                             |          |  |
| N.º     | Título                                      | Duración |  |
| 1.      | «Beat of My Drum» (Loverush UK! Radio Edit) | 3:37     |  |
| 2.      | «Beat of My Drum» (Loverush UK! Club Mix)   | 6:25     |  |
| 3.      | «Beat of My Drum» (Loverush UK! Dub)        | 6:24     |  |
| 4.      | «Beat of My Drum» (KC Blitz Remix)          | 3:10     |  |
| 5.      | «Beat of My Drum» (KC Blitz Instrumental)   | 3:11     |  |

## Historial de lanzamiento
| País        | Fecha               | Formato          | Discográfica    |
| ----------- | ------------------- | ---------------- | --------------- |
| Irlanda     | 3 de junio de 2011  | Descarga digital | Polydor Records |
| Reino Unido | 5 de junio de 2011  | Descarga digital | Polydor Records |
| Reino Unido | 11 de julio de 2011 | Sencillo en CD   | Polydor Records |